# Heijaste
Heijaste ist eine fünfköpfige Rockband aus dem finnischen Tampere, die im Jahr 2000 von drei Musikern gegründet wurde. Ihr Stil ist eine Mischung aus der typisch melancholischen finnischen Rockmusik und energiegeladenen Punk-Elementen, die sich besonders in dem teilweise fast schon geschrienen Gesangsparts von Frontmann A-J Keskinen zum Ausdruck bringen.

## Geschichte
Heijaste wurden 2000 im finnischen Tampere gegründet. Die Band bestand damals aus Antti Juhani „A-J“ Keskinen, Juho Mustonen und Eero „eWo“ Honkanen, wobei Sänger A-J auch noch für den Bass zuständig war, Juho (heute Bass) die Gitarre bearbeitete und Eero für das Schlagzeug zuständig war. A-J und Juho wechselten dann nach einiger Zeit die Instrumente, weil sie feststellten, dass es so besser funktionierte. Die Band begann mit den Proben und erste eigene Songs zu schreiben, bis im Jahr 2002 eine längere Auszeit folgte, da Schlagzeuger Eero kein Arbeitsgerät besaß. Während der Pause reifte die Überlegung, einen zweiten Gitarristen mit an Bord zu nehmen und so kam, als 2003 die Probenarbeit wieder begann, Donny zur Band. Er bediente fortan den Bass, während Juho an die Gitarre zurückkehrte. Zudem kam Keyboarder Tommy zur Band.
Nach einem Jahr voller Probearbeit folgte am 13. Dezember 2003 der erste Auftritt der Band, es folgte im Januar 2004 die Veröffentlichung eines Demotapes mit drei Songs. Dann spielten Heijaste diverse Auftritte, nun auch in größeren Locations wie dem Klubi in Tampere, zudem nahmen sie im April am Bandwettbewerb Jee Jee's Cityrock Competition teil. Im folgenden Jahr erschien dann im Frühjahr die Drei-Song-Demo Nimetön, außerdem kamen Heijaste bei der Bookingagentur Sahamusic unter Vertrag.
Im Sommer 2005 kam es dann zu erneuten Umstellungen in der Band. Bassist Donny stieg aus, Juho kehrte an den Bass zurück, als neuer Gitarrist stieg Viljami Tiainen ein. Kurz darauf wurde Keyboarder Tommy durch Joona Ukkonen, der sich zwischenzeitlich Jones Trent nannte, ersetzt. Mit dem neuen Line-Up veröffentlichten Heijaste 2006 die in Eigenarbeit produzierte EP Sydämeni (dt. Mein Herz), im Folgejahr 2007 kam die Band dann bei Hype Records unter Vertrag und veröffentlichte im selben Jahr ihr Debütalbum Silta yli kaiken (dt. Brücke über alles).
Im Juli 2007 verließ Keyboarder Joona die Band. Er wurde durch Antti „Cece“ Hakulinen ersetzt. Zudem mussten Heijaste bei einigen Auftritten im Jahr 2008 auf Schlagzeuger Eero Honkanen verzichten. Aushilfsweise sprang Tender Rexx (Jann Wilde & The Neon Comets) für vier Konzerte ein, dann übernahm Ex-Feiled-Frontmann Anton Laurila, zunächst auch nur für einige Konzerte, das Schlagzeug. Im Februar 2009 allerdings schien das Kapitel Heijaste für Eero Honkanen, der nebenher auch noch in weiteren Bands (Black Jesus (aufgelöst), The Voodoo Nights) spielte, endgültig beendet zu sein. Auf der neuen Homepage der Band tauchte als Name des Schlagzeugers Anton auf. Dieser verließ die Band jedoch bereits im Juli desselben Jahres, zeitgleich mit Cece Hakulinen, der dem zurückkehrenden Joona Platz machte. An die Stelle von Schlagzeuger Anton rückte Ano, der bereits mit der Band Tales About People - T.A.P., einer mit Heijaste befreundeten Formation, auftrat.
Derzeit arbeiten Heijaste im Studio an einem neuen Album. Ein Veröffentlichungstermin steht allerdings noch nicht fest, da die Band derzeit keinen Plattenvertrag hat. Die neuen Lieder sind daher vorerst nur bei Liveauftritten zu hören.

## Diskografie
- 2004: Demo 04 (Demo)
- 2005: Nimetön (Demo)
- 2006: Sydämeni (EP)
- 2007: Silta yli kaiken (Album)
- 2007: Kiinni (Single)